# Tony Dow

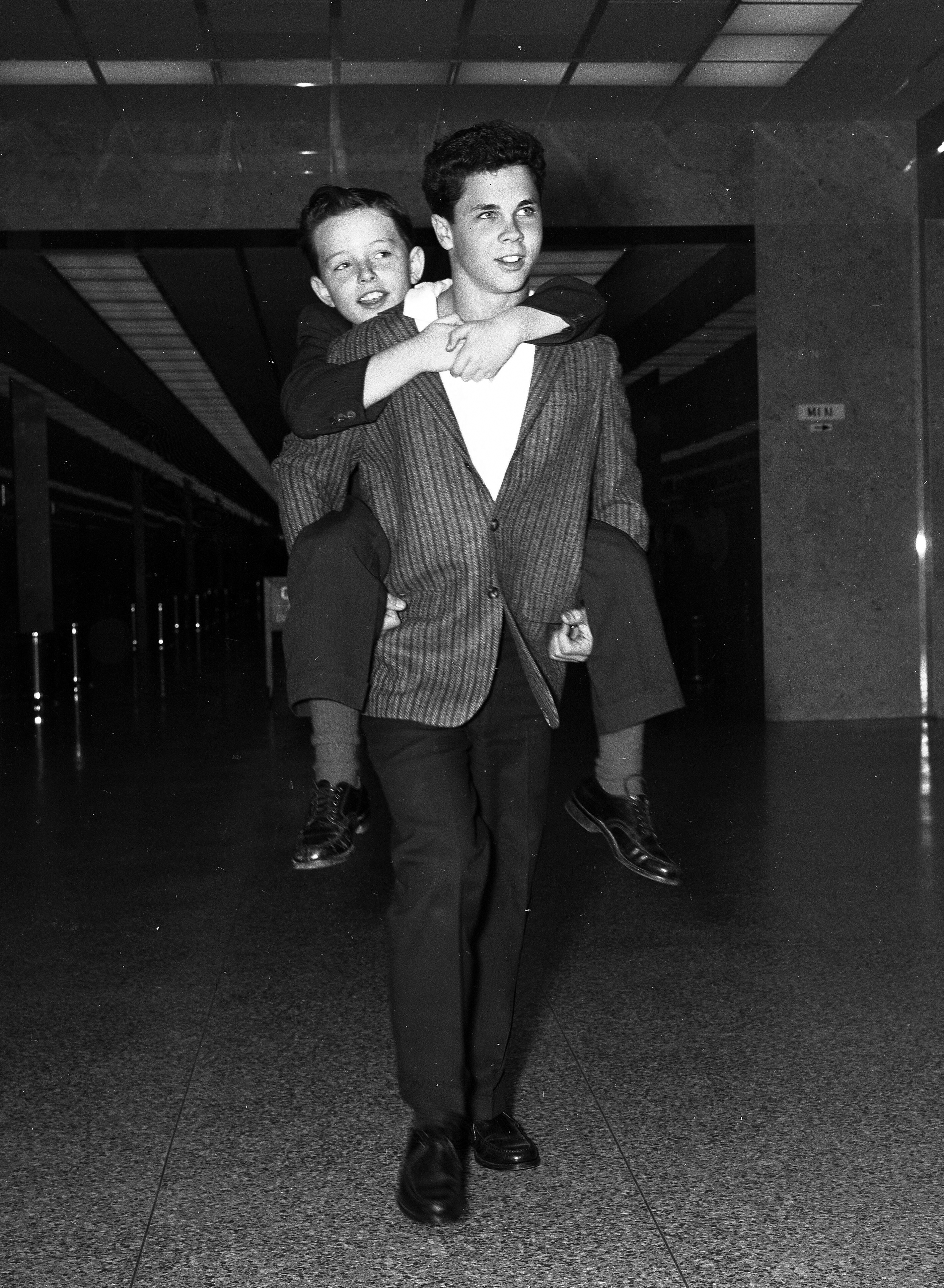
Tony Dow mit Jerry Mathers, seinem jüngeren Serienpartner aus Erwachsen müßte man sein (1959)

Anthony „Tony“ Lee Dow (* 13. April 1945 in Los Angeles, Kalifornien; † 27. Juli 2022 in Topanga, Kalifornien) war ein US-amerikanischer Schauspieler, Filmproduzent, Fernsehregisseur, Drehbuchautor sowie Bildhauer.

## Leben
Tony Dow wurde in Hollywood geboren. Sein Vater John Stevens Dow (1908–1987) war Designer und Bauunternehmer. Seine Mutter Muriel Montrose (1906–2001) arbeitete als Stuntwoman in frühen Western, unter anderem für Clara Bow. Er selbst war Champion bei den amerikanischen Junior Olympics in der Disziplin Tauchen. Obwohl er fast keine Schauspielerfahrungen hatte, gewann er 1957 bei einem offenen Casting die Rolle des Wally Cleaver in der Familien-Sitcom Erwachsen müßte man sein (Leave It to Beaver). Den im Gegensatz zu seinem jüngeren Bruder Beaver meist verantwortungsbewussten älteren Sohn Wally spielte er bis zum Jahr 1963 in insgesamt 234 Folgen, an 39 der 52 Wochen des Jahres wurde gedreht.
Die Rolle des Wally Cleaver brachte Dow größere Popularität ein, allerdings wurde er zugleich auf diese eine Figur festgelegt und erhielt nach Einstellung der Serie kaum andere Rollen. Zwar äußerte sich Dow positiv über die Serie an sich, empfand es aber als schwierig, im weiteren Verlauf seines Lebens hauptsächlich über diese Jugendrolle definiert worden zu sein und im Gegensatz zu früherer Berühmtheit als Erwachsener zunächst kaum Erfolg gehabt zu haben. 1965 diente er in der Nationalgarde. Danach besuchte er die Fachschule für Journalismus und arbeitete nebenbei in Anwaltsbüros und im Baugewerbe. Für einige Jahre entwarf und handwerkte er Möbel, ihm fehlte aber nach eigenen Angaben das Geschäftstalent. In dieser Zeit stand er nur sporadisch für Fernsehserien vor der Kamera.
1983 entstand aufgrund der durch Wiederholungen anhaltenden Popularität von Leave It to Beaver der Reunion-Fernsehfilm Still the Beaver. Aus diesem entwickelte sich die bis 1989 laufende Serie Mein lieber Biber (The New Leave It to Beaver), in der Dow als Wally Cleaver erneut eine der Hauptrollen spielte. Er führte bei mehreren Folgen von Mein lieber Biber die Regie und schrieb auch ein Drehbuch zu einer Folge. Im Anschluss wurde er ab den späten 1980er-Jahren für weitere Fernsehserien wie Babylon 5, Star Trek: Deep Space Nine und Mit Herz und Scherz als Regisseur von Episoden verpflichtet. Zudem war er in den 1990er-Jahren in Funktionen als Produzent bzw. Leiter für visuelle Effekte bei mehreren Film- und Fernsehproduktionen aktiv.
Ab dem Jahr 2000 zog sich Dow wieder weitestgehend aus dem Filmgeschäft zurück und war als Bildhauer, Holzwerker und Maler gefragt. Eine seiner Skulpturen wurde 2008 im Carrousel du Louvre ausgestellt.
Dow war ab 1980 mit Lauren Shulkind verheiratet, das Paar hatte ein Kind. Aus einer früheren Ehe, die von 1969 bis 1980 dauerte, hatte er ein weiteres Kind. Er litt längere Zeit unter Depressionen und engagierte sich als öffentlicher Sprecher dafür, Stigmata über Depressionen abzubauen. Dow starb am 27. Juli 2022 in seinem Zuhause in Topanga im Alter von 77 Jahren an Leberkrebs, nachdem er bereits am Tag zuvor fälschlicherweise in der Presse für tot erklärt worden war.

## Filmografie (Auswahl)
Als Schauspieler
- 1957–1963: Erwachsen müßte man sein (Leave It to Beaver; Fernsehserie, 234 Folgen)
- 1963–1965: Mr. Novak (Fernsehserie, 5 Folgen)
- 1964: Meine drei Söhne (My Three Sons; Fernsehserie, Folge Guest in the House)
- 1965–1966: Never Too Young (Fernsehserie, 10 Folgen)
- 1968: Lassie (Fernsehserie, 3 Folgen)
- 1970: Adam-12 (Fernsehserie, Folge Log 69: Cigarettes, Cars, and Wild, Wild Women)
- 1972: Notruf California (Emergency!; Fernsehserie, Folge Brushfire)
- 1975: Todesschreie (Death Scream; Fernsehfilm)
- 1977: Kentucky Fried Movie (The Kentucky Fried Movie)
- 1983: Quincy (Fernsehserie, Folge Suffer the Little Children)
- 1983: Knight Rider (Fernsehserie, Folge Nobody Does It Better)
- 1983: High School U.S.A. (Fernsehfilm)
- 1983: Still the Beaver (Fernsehfilm)
- 1983/1987: Love Boat (Fernsehserie, 2 Folgen)
- 1983–1989: Mein lieber Biber (The New Leave It to Beaver; Fernsehserie, 101 Folgen)
- 1987: High-Life am Strand (Back To the Beach)
- 1987: Mord ist ihr Hobby (Murder, She Wrote; Fernsehserie, Folge Crossed Up)
- 1998: X-Factor: Das Unfassbare (Beyond Belief; Fernsehserie, 2 Folgen)
- 1999: Diagnose: Mord (Diagnosis Murder; Fernsehserie, 2 Folgen)
- 2003: Dickie Roberts: Kinderstar (Dickie Roberts: Former Child Star)
- 2015–2016: Suspense (Fernsehserie, 2 Folgen)

Als Regisseur
- 1988–1989: Still the Beaver (Fernsehserie, 5 Folgen)
- 1990–1997: Mit Herz und Scherz (Coach; Fernsehserie, 12 Folgen)
- 1991–1992: Harry und die Hendersons (Harry and the Hendersons; Fernsehserie, 6 Folgen)
- 1997–1998: Babylon 5 (Fernsehserie, 5 Folgen)
- 1999: Star Trek: Deep Space Nine (Fernsehserie, Folge Field of Fire)
- 2000: Child Stars: Their Story (Fernseh-Dokumentarfilm)